# Dacine, Bahciîsarai
Dacine (în ucraineană Дачне) este un sat în comuna Zaliznîcine din raionul Bahciîsarai, Republica Autonomă Crimeea, Ucraina.

## Demografie
Componența lingvistică a localității Dacine
     Tătară crimeeană (61,5%)
     Rusă (37%)
     Alte limbi (1%)
Conform recensământului din 2001, majoritatea populației localității Dacine era vorbitoare de tătară crimeeană (61,5%), existând în minoritate și vorbitori de rusă (37%).